# ناهاس آنگولا
ناهاس آنگولا (انگلیسی: Nahas Angula؛ زادهٔ ۲۲ اوت ۱۹۴۳) یک سیاست‌مدار اهل نامیبیا است. وی از مارس ۲۰۰۵ تا دسامبر ۲۰۱۲ نخست‌وزیر این کشور بود.